# Anguimonhystera tenuissima
Anguimonhystera tenuissima is een rondwormensoort. De wetenschappelijke naam van de soort is voor het eerst geldig gepubliceerd in 1950 door Goffart.